# Tableau d’honneur
Tableau d’honneur ist eine französische Filmkomödie aus dem Jahr 1992 von Charles Némès mit Guillaume de Tonquédec, Claude Jade und Philippe Khorsand in den Hauptrollen.
Die Komödie wurde zum Karrierestart für drei später erfolgreiche Jungschauspieler: Guillaume de Tonquédec, Éric Elmosnino und Guillaume Gallienne.

## Handlung
Der Abiturient Jules Martin begehrt gegen seinen autoritären Vater Paul auf. Die liebevolle Mama Gabrielle beschützt ihren Sohn, der die vornehme Schule Cours Charles Martel im Pariser Vorort Saint-Germain-en-Laye besucht.
Als Christian Ribet, ein Außenseiter, Betrüger und ehemaliger Schüler der Schule, auftaucht, gerät Jules' Leben etwas aus den Fugen. Christian versucht, vom betrügerischen Direktor der Schule das gesamte Schulgeld zu erpressen, das seine Eltern einst investiert haben, unter dem Vorwand, dass die Qualitätsgarantie für die Ausbildung, die er erhalten hat, nicht erfüllt wurde. Mit Flugblättern macht Jules in den Regionalnachrichten Furore, um Eltern und Schüler auf die Unzulänglichkeit der Eliteschule aufmerksam zu machen. Gabrielle Martin bewundert ihren Sohn dafür, vom Vater erntet er Verachtung. 
Paul Martin betrügt seine Frau Gabrielle mit der Masseurin Simone, die bald auch noch seinen Sohn verführt. Als sie von der Affäre ihres Mannes erfährt, lässt sich Gabrielle mit Pierre Vachette, dem Sportlehrer ihres Sohnes, ein. Sie blüht sichtlich auf und ermutigt Jules, der auch Unterstützung von seinem Theaterlehrer Alain Denizet erfährt. Jules verliebt sich nach kleinen Romanzen mit den Mädchen Delphine und Marijo unterdessen in Cécile. Und die wiederum ist die Tochter der Masseurin …

## Kritiken
"Als Claude Jade [als Jules' Mutter] eine außereheliche Affäre in Erwägung zieht, versucht sie, diskret Kondome zu kaufen - eine clevere Wendung, da dies traditionell für einen Teenager-Jungen eine peinliche Angelegenheit ist." (Variety, 1992)